# Stephanotheca ambita
Stephanotheca ambita is een mosdiertjessoort uit de familie van de Lanceoporidae. De wetenschappelijke naam van de soort is voor het eerst geldig gepubliceerd in 1889 door Waters.